# Lejbik

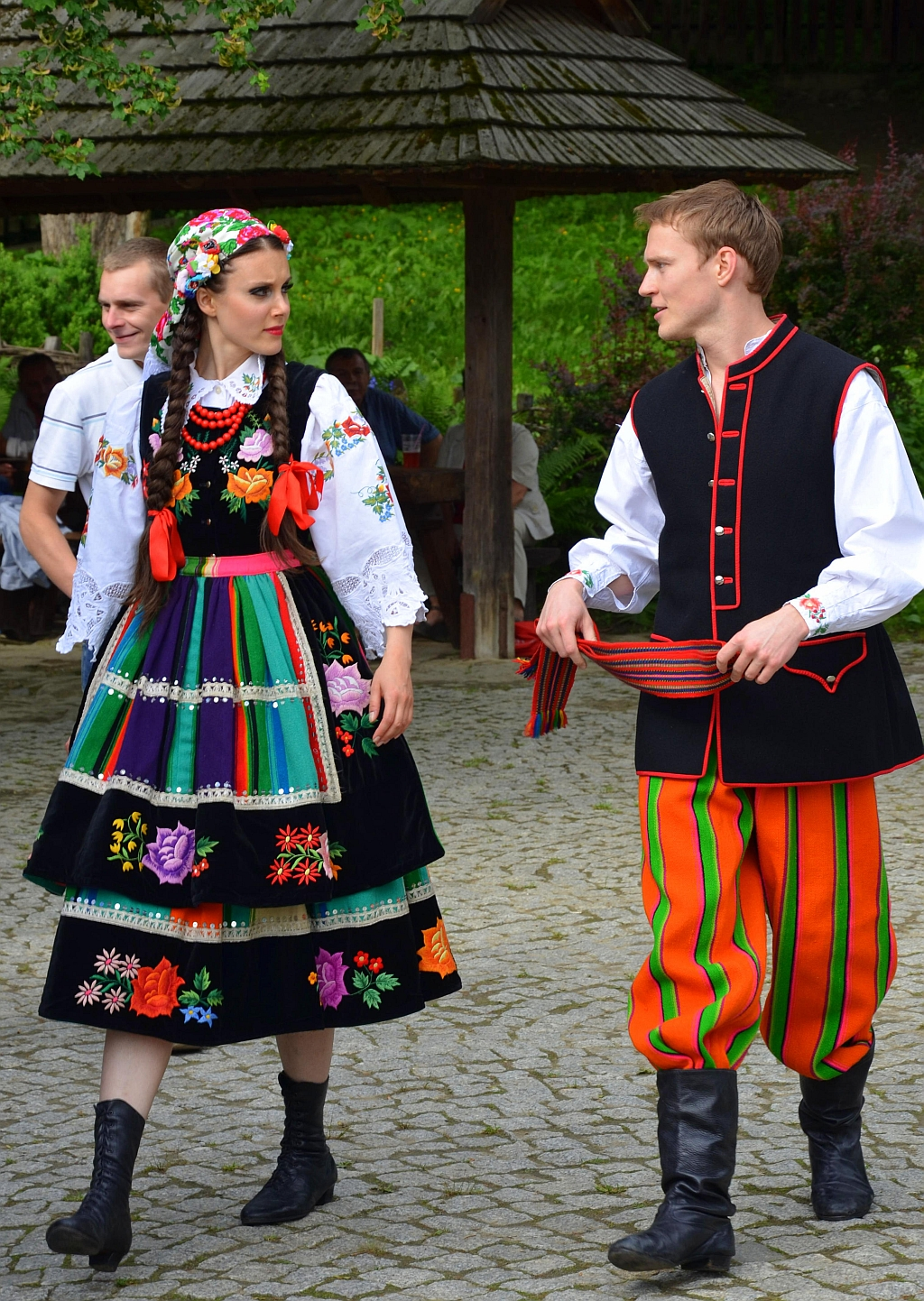
Mężczyzna w lejbiku (strój łowicki)

Lejbik (pożyczka niemiecka od wyrazu Leibchen) – luźny żakiet, kaftan, górna część stroju zarówno męskiego, jak i kobiecego. W dawnym wojsku (XVIII–XIX wiek) to była górna część munduru (bluza), na który zakładano spencerek. U kobiet dawniej był to obcisły stanik.

 Kaftan z rękawami używany przy wojskowym ubiorze ćwiczebnym lub roboczym.